# John Davidson (Dichter)

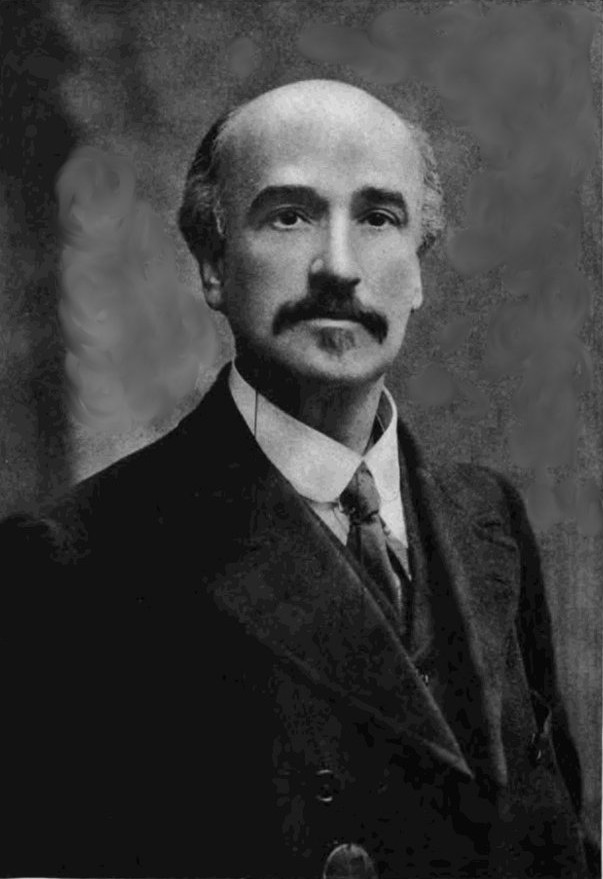
John Davidson (vor 1899)

John Davidson (* 11. April 1857 in Barrhead, Schottland; † 23. März 1909 in Penzance, Cornwall) war ein britischer Dichter, der ab 1885 Lyrik, Dramen und Prosawerke schrieb und zeitweise auch als Übersetzer tätig war. Die größten Erfolge erzielte er mit seinen Gedichten. Davidson gilt als ein Vorreiter der literarischen Moderne in Großbritannien.

## Leben

### Lehrer in Schottland
Davidson wurde in der schottischen Kleinstadt Barrhead geboren. Sein Vater Alexander Davidson war ein Geistlicher der protestantischen Evangelical-Union-Bewegung. 1862 zog die Familie in die schottische Stadt Greenock, wo Davidson bis 1870 zur Schule ging. Nach einer kurzzeitigen Beschäftigung in einem Chemielabor arbeitete er ab 1871 etwa 20 Jahre lang in verschiedenen Funktionen als Lehrer. Im Alter von 13 Jahren war er zunächst Pupil-Teacher. Nach einem kurzen Studium an der Universität Edinburgh (1876 und 1877) erhielt er bis 1889 wechselnde Anstellungen als Lehrer an öffentlichen und privaten Einrichtungen in Glasgow, Greenock und Paisley.
In dieser Zeit – je nach Quelle entweder 1884 oder 1885 – heiratete Davidson die aus Perth stammende Margaret McArthur, mit der er bis zu seinem Tod verheiratet blieb und mit der er zwei Söhne hatte, die 1887 bzw. 1889 geboren wurden.

### Schriftsteller in London

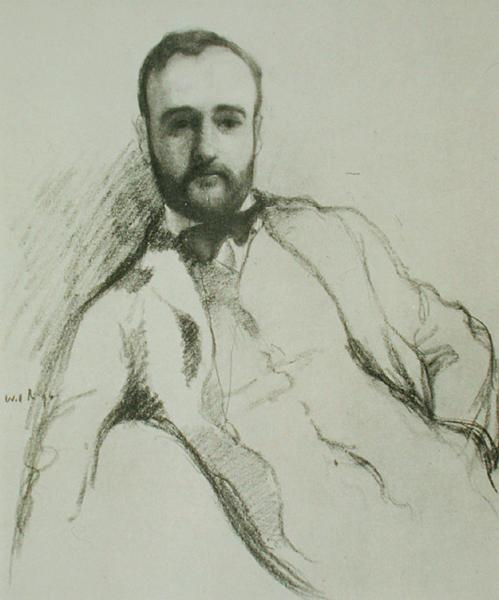
John Davidson 1895 (Porträt von William Rothenstein)

Nachdem Davidson bereits seit Mitte der 1880er-Jahre neben seinen Beschäftigungen als Lehrer Dramen und Gedichte geschrieben und teilweise auch veröffentlicht hatte, beschloss er 1889, künftig ausschließlich vom Schreiben zu leben. In diesem Jahr zog er nach London, zunächst allein, bevor er einige Zeit später Frau und Kinder zu sich holte. Die Familie lebte zunächst im nördlichen Stadtteil Wood Green, den Davidson verabscheute, und später in Maida Vale.
Davidson verdiente seinen Lebensunterhalt daraufhin als Journalist, Literaturkritiker und Autor von Essays. Erste Aufträge erhielt er im Winter 1889/1890. Ab Januar 1890 war Davidson Mitarbeiter des neu gegründeten Wochenblatts The Speaker, für das er eine Kolumne redigierte. Die Beiträge, die Davidson in den folgenden Jahren für britische Zeitungen und Magazine, darunter The Yellow Book, ablieferte, werden als zahlreich (extensive) beschrieben. Um Geld zu verdienen, war Davidson vereinzelt auch als Ghostwriter beschäftigt; unter anderem schrieb er für C. J. Wills.
Daneben verfasste er weiterhin Literatur. Davidsons erste in London veröffentlichte Prosa-Werke Perfervid (1890) und The Great Men (1891) verkauften sich schlecht. Seine Gedichtbände In a Music Hall (1891) und Fleet Street Eclogues (1893) waren erfolgreicher und begründeten Davidsons Ruf als Poet, den er mit Ballads and Songs (1894), Second Series of Fleet Street Eclogues (1895), New Ballads (1896) und The Last Ballad (1898) festigte. Der Erfolg seiner Gedichte wirkte sich allerdings nicht auf Davidsons Prosawerke aus; seine im Laufe der 1890er-Jahre verfassten Romane blieben Randerscheinungen.
Mit dem Übergang zum 20. Jahrhundert ließ Davidsons Popularität nach. Er beklagte zu dieser Zeit einen Verlust an Inspiration. Gegenüber dem befreundeten irischen Dichter William Butler Yeats erklärte er: „Das Feuer ist aus; ich muss das kalte Eisen schmieden.“ Inhaltlich wandte sich Davidson verstärkt philosophischen Themen zu. Ab 1901 fasste er seine Gedankenwelt in fünf als Testaments bezeichneten Werken in Blankvers zusammen, die schrittweise bis 1908 erschienen.
Als Folge seiner nachlassenden Publikumswirksamkeit verschlechterten sich Davidsons wirtschaftliche Verhältnisse zu Beginn des 20. Jahrhunderts. Seine Gedichte und Romane brachten nur noch geringe Einnahmen. Den Lebensunterhalt bestritt die Familie daraufhin mit einer 1906/07 zuerkannten Civil-List-Rente von jährlich 100 £ (entspricht heute etwa 11.400 £) und durch Zuwendungen von George Bernard Shaw, mit dem Davidson befreundet war. Zu dieser Zeit entwickelte Davidson eine Depression.

### Die letzten Jahre in Cornwall
Im April 1907 zog Davidson mit seiner Frau und dem jüngeren Sohn – zu dem Zeitpunkt 18 Jahre alt – aus finanziellen Gründen in die an der Südküste Cornwalls gelegene Kleinstadt Penzance, wo er weiter schrieb, aber kaum noch Einnahmen erzielte. Die Familie lebte zu dieser Zeit an der Grenze zur Armut.
Nachdem sich seine wirtschaftlichen Probleme zu Beginn des Jahres 1909 zugespitzt hatten, verschwand Davidson im März 1909. Er wurde zuletzt am 23. März in Penzance gesehen:

„Davidson begab sich von seinem Hause in Penzance, einem Villenvorort von London, zum Postamt, um ein Manuskript an seinen Verleger zu senden, und ist nicht mehr zurückgekehrt. Ein Generalalarm, den die Polizei hinter ihm erlassen hat, ist bis jetzt erfolglos geblieben. Davidson, der 51 Jahre alt ist und sich in der englischen Hauptstadt ziemlicher Popularität erfreut, hatte keinerlei Grund Selbstmord zu begehen oder zu flüchten. Sein Verschwinden ist also absolut rätselhaft.“

Knapp ein halbes Jahr später – am 18. September 1909 – entdeckten Fischer Davidsons Leiche im Meer vor Penlee Point. Die genauen Umstände des Todes sind ungeklärt. Allgemein wurde ein Suizid vermutet. Dies jedenfalls wurde in der Presse unter Verweis auf ein gefundenes Testament behauptet:

„Wie nun aus einem aufgefundenen Testament des Dichters unzweifelhaft hervorgeht, hat Davidson einen Selbstmord verübt. Der alte Mann spricht in dem Testament einfach von der „Last des Lebens“, die er abwerfen will, bevor sie ihn erdrückt. Die Leiche wurde noch nicht gefunden.“

„Der englische Dichter John Davidson hat Selbstmord verübt. Er stürzte sich ins Meer. Seine Leiche wurde gestern gefunden. Der Dichter hat einen Brief hinterlassen, in dem er schreibt: „Es ist an der Zeit, ein Ende zu machen. Ich finde meine Pension unzureichend.“ Er bezog eine Staatsgabe von 120 Pfund jährlich.“

In einem seiner letzten Briefe hatte Davidson auf eine Krebserkrankung hingewiesen, die seine Frau allerdings nicht bestätigen konnte. Davidson erhielt eine Seebestattung.

## Werk
Davidsons Werk fiel in die Epoche des ausgehenden Viktorianismus; inhaltlich und formal wird es aber vielfach in Bezug zur literarischen Moderne in Großbritannien gesetzt, die im frühen 20. Jahrhundert ihren Anfang nahm und sich zum Ende seines zweiten Jahrzehnts weitgehend durchgesetzt hatte. Einige Quellen sehen Davidson als einen Wegbereiter der literarischen Moderne in Großbritannien; eine Biografie nennt ihn „den Ersten der Modernen“. Andere Autoren verorten ihn noch außerhalb dieser Epoche und meinen, die Innovationen Davidsons seien durch die sich zeitgleich entwickelnde Moderne weggewischt worden. Davidson gilt als einer der ersten britischen Dichter, die in ihrer Lyrik Alltagssprache verwendeten.
Davidsons erfolgreichste Arbeiten, die in den 1890er-Jahren seinen Ruf prägten, waren seine lyrischen Werke. Zu seinen bekanntesten Gedichten gehört Thirty Bob A Week, das die Leiden armer Bevölkerungsschichten thematisiert und als „einzigartig zornig“ beschrieben wird. Teilweise verknüpfte Davidson Sozialkritik und viktorianische Naturliebe miteinander: In dem Gedicht St. George’s Day (1896) etwa ließ er auf die realistische Darstellung sozialer Problemlagen unmittelbar eine Verherrlichung der Natur im englischen Frühling folgen; ein Rezensent meinte, in Davidsons Welt könne die Schönheit der Natur sozialer Kritik die Schärfe nehmen und politische Konflikte abschwächen.
In seinen Prosawerken neigte Davidson zeitweise zu komischen Themen und zu Satiren. In der 1895 veröffentlichten Geschichte A Full and True Account of the Wonderful Mission of Earl Lavender machte sich Davidson über die seinerzeit verbreitete englische Neigung lustig, Elemente französischer Dekadenz zu imitieren. In diesem Werk finden sich bereits Bezüge zu Nietzsche.
Davidsons Dramen waren erfolglos; sie gelten weitgehend als unaufführbar. Aufgeführt hingegen wurden seine Übersetzungen französischer Dramen: Die Übertragung von François Coppées Pour la Couronne (‚Done into English by John Davidson‘) wurde 1896 als For the Crown am Lyceum Theatre aufgeführt, seine Version von Victor Hugos Ruy Blas (A Queen’s Romance) wurde in den ersten Jahren des 20. Jahrhunderts am Theatre Royal Haymarket produziert.
Seine späten Werke werden als unausgewogen angesehen; sie leiden nach Ansicht von Kritikern an dem „übermäßigen Gebrauch komplizierter wissenschaftlicher Begriffe“. Die letzte Ausgabe seiner Reihe von Testaments bietet schließlich eine „kosmische Vision“.

## Davidson und Nietzsche
John Davidson war von Friedrich Nietzsche beeinflusst, den er 1891 als einer der ersten britischen Autoren für sich entdeckt hatte. 1928 veröffentlichte Gertrude von Petzold eine Studie über John Davidson und sein geistiges Werden unter dem Einfluss Nietzsches. Teilweise wird die Ansicht vertreten, Davidson habe Nietzsches Gedanken – insbesondere jene zum Übermenschen – in seinen eigenen Werken gleichsam zitiert. Wie Henning Ottmann ausführt, feierte Davidson in seinen Dramen The Triumph of Mammon und Mammon and His Message den Individualismus und Immoralismus Nietzsches.

## Bedeutung und Einfluss
Davidson war, nachdem mit Alfred Tennyson der Inhaber der Auszeichnung gestorben war, 1895 als neuer Poet Laureate im Gespräch. Das Amt ging dann aber, nachdem der ursprünglich ausgewählte William Morris abgelehnt hatte, an Alfred Austin.
Davidson Bedeutung im deutschsprachigen Raum Ende des 19. Jahrhunderts lässt sich daran ermessen, dass er als „junger bedeutender Lyriker“ oder „specifisch moderner englischer Dichter“ bezeichnet wurde.
Zu den Dichtern, die Davidson beeinflusste, gehörten Hugh MacDiarmid, Wallace Stevens und T. S. Eliot. MacDermaid schrieb, Davidson sei der einzige schottische Dichter, dem er irgendetwas verdanke oder in dessen Schuld zu stehen ihm eine Freude sei. T. S. Eliot erinnerte sich, als junger Leser vor allem von Thirty Bob A Week beeindruckt gewesen und inspiriert worden zu sein – vom Inhalt des Gedichts einerseits, „and in the complete fitness of content and idiom“ andererseits. Retrospektiv wird Davidson als unterschätzter Dichter angesehen, der „zu viel schrieb und der für zu wenig in Erinnerung geblieben ist.“

## Werkliste

### Prosa
- The North Wall (1885), neu veröffentlicht als A Practical Novelist (1891)
- Bruce (1886)
- Perfervid: The Career of Ninian Jamieson (1890)
- Laura Ruthven’s Widowhood (drei Bände, mit C. J. Wills), (1892)
- Sentences and Paragraphs (1893)
- Baptist Lake (1894)
- A Random Itinerary (1894)
- A Full and True Account of the Wonderful Mission of Earl Lavender (1895)
- Miss Armstrong’s and Other Circumstances (1896)
- The Pilgrimage of Strongsoul and Other Stories (1896)

### Dramen
- Diabolus Amans (1885)
- Smith (1888)
- An Unhistorical Pastoral (1889)
- Scaramouch in Naxos (1889)[Anm. 2]
- Godfrida (1898)
- Self’s the Man (1901)
- The Knight of the Maypole (1903)
- The Theatrocrat: a Tragic Play of Church and State (1905)
- The Triumph of Mammon (1907)
- Mammon and His Message (1908)

### Gedichte
- In a Music Hall and other Poems (1891)
- Fleet Street Eclogues (1893)
- Ballads and Songs (1894)
- St. George’s Day (1895)
- Fleet Street Eclogues (Second Series) (1896)
- New Ballads (1897)
- The Last Ballad (1899)
- The Ballad of a Nun (1905)
- Holiday and other poems, with a note on poetry (1906)
- Fleet Street and other Poems (1909)
- A Rosary (1903)

### Testaments
- The Testament of a Man Forbid (1901)
- The Testament of a Vivisector (1901)
- The Testament of an Empire Builder (1902)
- The Testament of a Prime Minister (1904)
- The Testament of John Davidson (1908)